# Amphilophium aschersonii
Amphilophium aschersonii là một loài thực vật có hoa trong họ Chùm ớt. Loài này được Ule mô tả khoa học đầu tiên năm 1904.